# Blanqueamiento cinematográfico

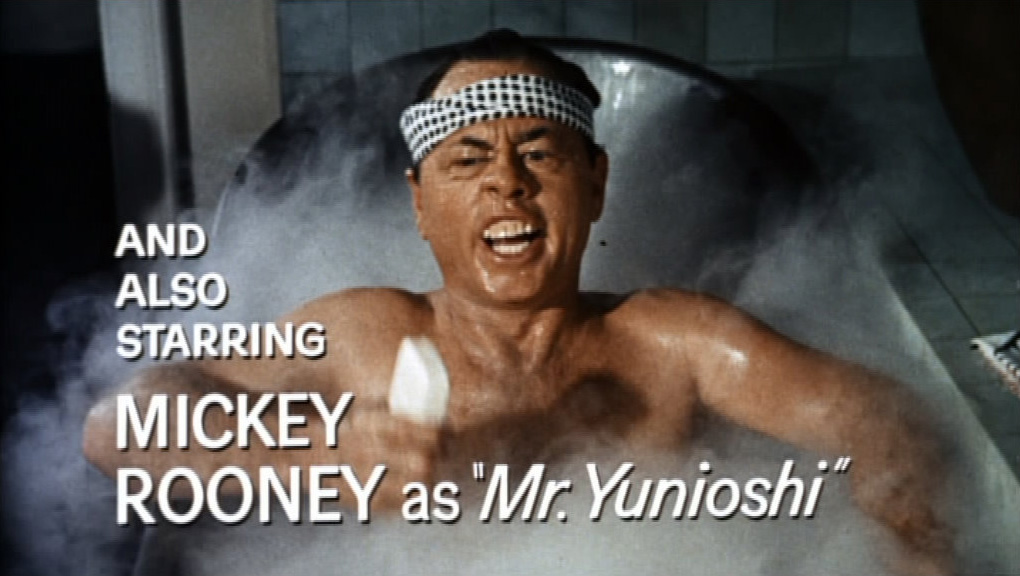
El actor blanco Mickey Rooney usó yellowface para interpretar a un casero japonés en Breakfast at Tiffany's (1961).

El blanqueamiento cinematográfico, también llamado por su término en inglés whitewashing (literalmente «blanqueo»), blanqueamiento fílmico, o más comúnmente solo blanqueamiento, es una práctica de selección de reparto en la que actores blancos figuran en papeles de personajes históricamente no blancos. Esta práctica se da especialmente en la industria cinematográfica de los Estados Unidos. Dicha industria cinematográfica tiene una historia frecuente de elegir actores blancos para los papeles que involucran personas de otras etnias, incluyendo personas de piel negra e indígenas americanas. La práctica comenzó en el inicio de la industria cinematográfica, en Nueva York y Nueva Jersey. La Fundéu traduce whitewashing como encubrimiento o lavado de imagen, e impostura para -washing.

## Historia
A principios del siglo XX, los actores blancos interpretaban a personajes pertenecientes a minorías étnicas usando maquillaje para simular el color de piel de esas minorías, blackface o yellowface, comúnmente exagerando los estereotipos percibidos de otras razas. Por ejemplo, el actor blanco Warner Oland interpretó al detective chino Charlie Chan en Charlie Chan Carries On (1931) y subsiguientes películas. Debido a la falta de personajes de color en la industria cinematográfica, estos roles fueron bien recibidos en el momento por las minorías. Las películas comenzaron a integrarse racialmente a mediados del siglo XX, y el blackface desapareció de la industria cinematográfica. La película Otelo (1965) fue una excepción, en la que el actor blanco Laurence Olivier interpretó a «el moro» y usó blackface como el personaje del título.
La práctica del yellowface se extendió en los años 60. Por ejemplo, Mickey Rooney interpretó a un casero japonés en Breakfast at Tiffany's (1961). El profesor David A. Schlossman dijo sobre los personajes asiáticos en particular: «Muchos de los papeles asiáticos interpretados por los actores blancos también contribuyeron al panteón de los estereotipos raciales en el discurso nacional de los Estados Unidos». A comienzos del siglo XXI, las minorías estaban todavía infrarrepresentadas en la industria cinematográfica en diferentes etapas. Mientras que los papeles históricamente negros ahora eran dados generalmente a actores negros, la práctica del blanqueamiento se aplicó a otras minorías.
La BBC dijo en 2015: «La práctica de tener actores blancos en roles no blancos sigue siendo frecuente en Hollywood, a pesar de la condena y la protesta generalizada». Un informe en 2013 mostró que el 94 % de los ejecutivos de cine eran blancos y que los no blancos estaban subrrepresentados como cineastas y actores. La BBC exploró dos razones para la práctica del casting: el racismo institucional y los productores creyendo que actores blancos bien conocidos atraen a más audiencias y maximizan los beneficios. Thomas Rothman, presidente de Sony Pictures, dijo: «Creo que hay una cierta fuerza institucional y la memoria que existe por ahí... Creo que la industria está mejorando, pero estoy de acuerdo con aquellos que dicen que no hemos llegado a lo suficiente lo suficientemente rápido».
Jeffery Mio, autor de Multicultural Psychology: Understanding Our Diverse Communities, plantea la hipótesis de que la industria cinematográfica, en su mayoría blanca, contrata a personas de antecedentes similares. Mio dijo de la lógica de que sólo los actores más calificados son contratados: «Ese es el argumento que los directores y directores de casting hacen, pero muchas veces los actores étnicos nos dirán que cuando dicen que estamos escogiendo al mejor actor, en realidad quieren decir que estamos eligiendo a nuestros amigos o a personas a las que estamos acostumbrados». Craig Detweiler, profesor de historia del cine en la Universidad Pepperdine, dijo: «Hay una escasez de estrellas afroestadounidenses, asiáticas y latinas. A pesar de toda la política progresista de Hollywood, sus decisiones de casting parecen notablemente retrógradas». En 2010, TheWrap atribuyó la falta de diversidad racial al racismo institucional y la falta de actores bancarios de color y que el blanqueamiento en películas como Prince of Persia: The Sands of Time and The Last Airbender agravó la cuestión.
David White, director ejecutivo nacional del sindicato de actores SAG-AFTRA, dijo que los actores negros populares como Will Smith, Denzel Washington y David Oyelowo refutaron la lógica del casting. El profesor asistente de telecomunicaciones, Andrew J. Weaver, dijo: «Hay una suposición en Hollywood de que los blancos evitarían películas en la que la mayoría del reparto es negro, o cualquier raza para ese caso. Ves este blanqueamiento de películas - incluso las películas que tienen personajes de minorías escritos en ellas están siendo asignadas con blancos». El profesor de cine Mitchell W. Block dijo que los estudios se adhirieron a las normas de casting como una cuestión de práctica de negocios para atraer a los inversores y productores. El director Ridley Scott dijo que sin el casting de grandes actores, su película épica bíblica de 2014, Exodus: Gods and Kings, nunca se habría hecho, diciendo: «No puedo montar una película de este presupuesto... y decir que mi actor principal es Mohammad así y asá de tal y tal... No voy a obtener financiación». USA Today señaló que con películas como Breakfast at Tiffany's (1961), A Mighty Heart (2007) y Pan (2015), «los actores blancos continúan siendo los primeros en la mente para los papeles de ciruela, a pesar de la subrrepresentación de la gente de color en los niveles de actuación, dirección y producción».
Grupos de vigilancia de los medios de comunicación han buscado representaciones más auténticas en la pantalla, teniendo en cuenta las decisiones de casting como el actor Johnny Depp como un nativo norteamericano en El llanero solitario (2013). Con películas de los Estados Unidos siendo exhibidas en mercados más globales, los grupos buscan papeles que representen la diversidad de audiencias, quienes buscan más autenticidad. David White, de SAG-AFTRA, se opuso a la oposición de los grupos a contratar a actores blancos en papeles no blancos, diciendo que «las leyes insisten en que la raza no es parte de las calificaciones para un trabajo», pero reconoció que había una escasez de diversidad de papeles disponibles. El profesor de derecho John Tehranian dijo: «Por supuesto, no hay nada intrínsecamente malo en el casting ciego de raza, siempre y cuando funcione en ambos sentidos. Pero en realidad, nunca lo ha sido; uno rara vez ve, por ejemplo, un actor afroestadounidense, latino o asiático como un personaje blanco».

## Lista de películas
A continuación se muestra una lista de películas que han tenido su casting criticado como blanqueamiento:
| Película                            | Año  | Descripción |
| ----------------------------------- | ---- | --- |
| The Sheik                           | 1921 | En la película de drama romántico, el actor blanco Rodolfo Valentino interpreta al Sheik, un personaje de origen árabe. |
| El ladrón de Bagdad                 | 1924 | En esta película de espadachines, el actor blanco Douglas Fairbanks interpreta al personaje principal de ascendencia árabe. |
| The Son of the Sheik                | 1926 | En esta película de drama-aventura, el actor blanco Rodolfo Valentino interpreta al personaje principal, que es de origen árabe. |
| El rey de reyes                     | 1927 | En la película épica bíblica, actores blancos interpretan a figuras bíblicas que son del Oriente Medio. El actor blanco H. B. Warner interpreta a Jesús de Nazaret. |
| Charlie Chan Carries On             | 1931 | El actor blanco Warner Oland interpreta al detective sinoestadounidense Charlie Chan en esta película, así como en otras con el personaje. |
| La buena tierra                     | 1937 | En esta película dramática sobre agricultores chinos, los actores blancos Paul Muni y Luise Rainer interpretan personajes chinos. |
| Dragon Seed                         | 1944 | En esta película de drama bélico, la actriz blanca Katharine Hepburn interpreta a la protagonista china Jade. |
| Ana y el rey de Siam                | 1946 | En el drama histórico, el actor blanco Rex Harrison interpreta al rey siamés Mongkut. |
| Fiesta                              | 1947 | En esta película de drama musical, la actriz blanca Esther Williams interpreta a la mexicana María Morales. |
| Lost Boundaries                     | 1949 | En esta película dramática basada en una historia real, actores blancos interpretan a miembros de una familia que es en parte afroestadounidense pero que se hace pasar por blanca. |
| Pinky                               | 1949 | En esta película dramática, la actriz blanca Jeanne Crain interpreta a un personaje parcialmente afroestadounidense que puede hacerse pasar como blanco. |
| Show Boat                           | 1951 | En este drama romántico, la actriz blanca Ava Gardner interpreta a Julie, un personaje de etnia mixta. Una actriz de etnia mixta, Lena Horne, fue originalmente contratada para interpretar a Julie antes de que el estudio pidiera un cambio de reparto. |
| Apache                              | 1954 | En la película de wéstern, el actor blanco Burt Lancaster interpreta a un guerrero apache. |
| The Conqueror                       | 1956 | En esta película épica, el actor blanco John Wayne interpreta al mongol Gengis Kan. |
| El rey y yo                         | 1956 | En la película musical, el actor Yul Brynner interpreta al rey siamés Mongkut. A pesar de que Brynner afirmó tener distante ascendencia mongola, afirmando que su abuela paterna era de ascendencia buriata, Brynner es ampliamente considerado como un actor blanco. |
| The Teahouse of the August Moon     | 1956 | En esta película de comedia, el actor blanco Marlon Brando interpreta al personaje japonés Sakini. |
| Los diez mandamientos               | 1956 | En esta película épica bíblica, actores blancos interpretan a figuras bíblicas que son del Oriente Medio. Los actores blancos Charlton Heston y Yul Brynner interpretan a Moisés y Ramsés II, respectivamente. |
| Tizoc: Amor indio                   | 1956 | En esta película de romance dramático, el actor blanco Pedro Infante interpreta a Tizoc, un hombre indígena de Oaxaca. |
| Touch of Evil                       | 1958 | En esta película de cine negro, el actor blanco Charlton Heston interpreta a Miguel Vargas, un agente de la DEA de ascendencia mexicana. |
| Imitación a la vida                 | 1959 | En esta película de drama romántico, la actriz blanca Susan Kohner interpreta a Sarah Jane, una mujer de etnia mixta que se hace pasar como blanca. |
| Breakfast at Tiffany's              | 1961 | En la película de comedia romántica, el actor blanco Mickey Rooney interpreta al casero asiático de Holly Golightly. |
| King of Kings                       | 1961 | En esta película épica bíblica, actores blancos interpretan a figuras bíblicas del Oriente Medio. El actor blanco Jeffrey Hunter interpreta a Jesús de Nazaret. |
| A Majority of One                   | 1961 | En esta película de comedia, el actor blanco Alec Guinness interpreta a un hombre de negocios japonés. |
| The Outsider                        | 1961 | En esta película biográfica, el actor blanco Tony Curtis interpreta a Ira Hayes, un marine estadounidense de ascendencia nativa estadounidense. |
| West Side Story                     | 1961 | En esta película musical romántica, la actriz blanca Natalie Wood interpreta a María, que es de ascendencia puertorriqueña. |
| Lawrence de Arabia                  | 1962 | En la película épica histórica, el actor blanco Alec Guinness interpreta al príncipe árabe Fáysal. |
| Hud                                 | 1963 | En esta película dramática, la actriz blanca Patricia Neal interpreta a Alma, una ama de llaves en un rancho, donde en la novela original, Horseman, Pass By, el personaje era una ama de llaves negra llamada Halmea. El director dijo con respecto a contratar a una actriz blanca para el personaje que «nos hubiera encantado mantenerla negra para la película», «pero en aquellos días simplemente no podía hacerlo, y no porque el talento no estuviera allí, había al menos media docena de actrices negras poderosas que podrían haber desempeñado ese papel, pero los tiempos no estaban listos para ello todavía». |
| The Greatest Story Ever Told        | 1965 | En esta película épica bíblica, actores blancos interpretan a figuras bíblicas que son del Oriente Medio. El actor blanco Max von Sydow interpreta a Jesús de Nazaret. |
| Otelo                               | 1965 | En la película basada en la tragedia de William Shakespeare, Otelo, el actor blanco Laurence Olivier interpreta en blackface al personaje Otelo, de ascendencia morisca. |
| The Party                           | 1968 | En esta película de comedia, el actor Peter Sellers interpreta a un actor indio. |
| El viento y el león                 | 1975 | En esta película histórica, el actor blanco Sean Connery interpreta a Mulai Ahmed al-Raisuli, un líder de insurgentes bereberes. |
| The Year of Living Dangerously      | 1982 | En esta película dramática, la actriz blanca Linda Hunt interpreta a un hombre indonesio. |
| Scarface                            | 1983 | En esta película sobre crimen, se complican los estereotipos típicos de la vision estadounidense del concepto racial. Se critica que el actor de origen familiar italiano del sur de la peninsula Al Pacino interpreta a Tony Montana, quien es de origen cubano hispanoamericano De hecho, la mayoría de los personajes cubanoestadounidenses de la película fueron interpretados por actores no cubanos. |
| Pasaje a la India                   | 1984 | En este drama histórico, el actor blanco Alec Guinness interpreta al personaje indio profesor Godbole. |
| King David                          | 1985 | En esta película épica bíblica, actores blancos interpretan a figuras bíblicas del Oriente Medio. El actor blanco Richard Gere interpreta a la figura bíblica David. |
| Remo, desarmado y peligroso         | 1985 | En esta película de acción y aventura, el actor blanco Joel Grey interpreta a un maestro de artes marciales coreano. |
| Cortocircuito                       | 1986 | En la película de ciencia ficción, el actor blanco Fisher Stevens interpreta a un personaje indio. |
| Cortocircuito 2                     | 1988 | En la película de ciencia ficción, el actor blanco Fisher Stevens interpreta a un personaje indio. |
| La última tentación de Cristo       | 1988 | En esta película épica bíblica, actores blancos interpretan a figuras bíblicas del Oriente Medio. El actor blanco Willem Dafoe interpreta a Jesús de Nazaret. |
| Not Without My Daughter             | 1991 | En esta película dramática, el actor blanco Alfred Molina interpreta a Sayed Bozorg Mahmoody, un médico iraní. |
| La casa de los espíritus            | 1993 | En esta película dramática ambientada en Chile, los actores blancos Meryl Streep, Glenn Close, Jeremy Irons y Winona Ryder interpretan a personajes hispanoamericanos. |
| Spawn                               | 1997 | En esta película de superhéroes, el actor blanco D. B. Sweeney interpreta a Terry Fitzgerald, quien es afroestadounidense en los cómics. |
| Starship Troopers                   | 1997 | En esta película de ciencia ficción, el actor blanco Casper Van Dien interpreta a John Rico. En el libro original, el personaje Juan Rico es de ascendencia filipina. |
| Dioses y monstruos                  | 1998 | En este drama sobre los últimos años de James Whale, director de Universal Studios, la actriz blanca de origen inglés Lynn Redgrave interpreta a Hanna. En el libro original, de Christopher Bram, el personaje de Hanna es, en realidad, María, una criada de ascendencia mexicana. Bill Condon, guionista de la película, lo justificaba diciendo que las criadas europeas de aquella época eran consideradas de «más valor» y así acentuaba el poder económico del personaje de Whale. |
| Cadena de favores                   | 2000 | En este drama basado en una historia real, el actor blanco Kevin Spacey interpreta al profesor Eugene Simonet. En la vida real, el profesor se llamaba Reuben St. Clair, y era de ascendencia afroestadounidense. |
| A Beautiful Mind                    | 2001 | En la película biográfica sobre John Forbes Nash, la actriz blanca Jennifer Connelly interpreta a la esposa de Nash, Alicia, que nació en El Salvador. |
| La mancha humana                    | 2003 | En esta película dramática, el actor blanco Anthony Hopkins interpreta a Coleman Silk, un afroestadounidense que se hace pasar por blanco. |
| Terramar                            | 2004 | En esta adaptación en forma de miniserie televisiva de las novelas Terramar, la mayoría de los personajes, incluido el personaje principal Gavilán, son retratados como blancos. En las novelas originales de Ursula K. Le Guin, la piel de Gavilán es de color rojizo oscuro y la mayoría de las personas del mundo no son blancas; Le Guin ha criticado este casting. |
| La Pasión de Cristo                 | 2004 | En esta película épica bíblica, actores blancos interpretan a figuras bíblicas del Oriente Medio. El actor blanco Jim Caviezel interpreta a Jesús de Nazaret. |
| Batman Begins                       | 2005 | En la película de superhéroes sobre Batman, el actor blanco Liam Neeson interpreta a Ra's al Ghul, que tradicionalmente es retratado en los cómics de Batman como siendo de ascendencia árabe. |
| World Trade Center                  | 2006 | En esta película de desastre dramática basada en los atentados del 11 de septiembre de 2001, el actor blanco William Mapother interpreta al sargento Jason Thomas, que en la vida real es de ascendencia afroestadounidense. |
| 30 Days of Night                    | 2007 | En esta película de terror de vampiros, el actor blanco Josh Hartnett interpreta al sheriff Eben Oleson en una ciudad de Alaska. La miniserie de cómics en la que se basó la película presenta al personaje como el sheriff Eben Olemaun, que era de ascendencia inuit. |
| A Mighty Heart                      | 2007 | En la película dramática basada en las memorias del mismo nombre, la actriz blanca Angelina Jolie interpreta a Mariane Pearl, una mujer francesa nacida de un padre holandés judío y una madre cubana de ascendencia afrochina. |
| Stuck                               | 2007 | En esta película de suspenso basada en una historia real, la actriz blanca Mena Suvari interpreta a Brandi Boski, quien se basa en Chante Jawan Mallard, quien es de ascendencia afroestadounidense. |
| 21 blackjack                        | 2008 | En esta película sobre conteo de cartas cuenta con los actores blancos Jim Sturgess, Jacob Pitts y Kevin Spacey en los papeles principales. La película se basa en una historia real donde un grupo de estudiantes asiáticoestadounidenses y su maestro aplicaron el conteo de cartas para ganar significativamente en los juegos de azar. |
| Speed Racer                         | 2008 | En esta película de acción y comedia deportiva, actores blancos interpretan a los personajes que son originalmente asiáticos en el manga y su adaptación al anime japoneses. Del mismo modo, los nombres de los personajes, todos originalmente japoneses, se cambian a favor de su regionalización occidental. Sin embargo, un personaje asiático interpretado por el cantante coreano Rain fue creado para la película como un homenaje. |
| Wanted                              | 2008 | En esta película de acción, la actriz blanca Angelina Jolie interpreta a Fox, quien es afroestadounidense en los cómics y está inspirada en la actriz Halle Berry. |
| Dragonball Evolution                | 2009 | En esta película basada en el manga japonés Dragon Ball, el actor blanco Justin Chatwin interpreta al personaje principal Goku. |
| The King of Fighters                | 2010 | En la película de acción de artes marciales basada en la serie de videojuegos, el actor blanco Sean Faris interpreta al japonés Kyo Kusanagi. |
| The Last Airbender                  | 2010 | En la película de aventuras de fantasía basada en la serie de televisión Avatar: la leyenda de Aang, actores blancos interpretan personajes que son representados como asiáticos e inuit en la serie de televisión. Por otra parte, los actores que interpretan a los personajes de la antagonista Nación del Fuego son principalmente de Oriente Medio e indios. |
| Prince of Persia: The Sands of Time | 2010 | En esta película de aventura-fantasía, el actor blanco Jake Gyllenhaal interpreta al personaje principal de ascendencia persa. |
| The Social Network                  | 2010 | En esta película dramática, el actor birracial Max Minghella interpreta al cofundador de ConnectU, Divya Narendra, quien es de origen indio. El actor de origen indio Aziz Ansari comentó: «En la actualidad, los indios, verdaderos indios, aparecen más en el cine y la televisión, pero los indios falsos siguen viviendo más de lo que creen. Me encanta 'The Social Network', pero me cuesta mucho entender por qué el estudiante indoestadounidense Divya Narendra de Harvard fue interpretado por Max Minghella, un actor británico mitad chino y mitad italiano». |
| Drive                               | 2011 | En esta película de crimen, la actriz blanca Carey Mulligan interpreta a Irene, que es representada como hispana en la novela original. |
| Argo                                | 2012 | En la película de suspenso política basada en una historia real, el actor blanco Ben Affleck interpreta a Tony Mendez, un oficial de operaciones técnicas de la CIA que tiene un padre mexicano. Tony Mendez por su parte dijo que no se consideraba hispano. La actriz blanca Clea DuVall interpreta a la rehén Cora Lijek, que es mitad japonesa. |
| Los juegos del hambre               | 2012 | En esta película de aventuras de ciencia ficción, la actriz blanca Jennifer Lawrence interpreta a Katniss Everdeen, quien la autora Suzanne Collins describió como teniendo piel oliva, pelo negro y ojos grises. Nicola Balkind en Fan Phenomena: The Hunger Games dijo que los lectores percibieron a Katniss y a la gente de su distrito como no blancos; la audición para Katniss sin embargo especificaba una apariencia caucásica. Collins dijo que Katniss «no estaba especialmente destinada a ser birracial», como los lectores pensaron: «Es un período de tiempo en el que cientos de años han pasado desde ahora. Ha habido un montón de mezcla étnica». Deidre Anne Evans Garriott, Whitney Elaine Jones, y Julie Elizabeth Tyler dijeron sobre la audición: «Llamar a una actriz caucásica claramente excluye otras actrices capaces y privilegia a la blancura en Hollywood... Esta elección de casting sobre una actriz que puede parecerse más a la Katniss que Collins describe—y que puede o no identificarse como caucásica— puede desafiar las ideas tradicionales de la belleza, y cómo la sociedad occidental asocia la belleza con el heroísmo». |
| The Big Wedding                     | 2013 | En esta película de comedia, el actor blanco Ben Barnes interpreta a un personaje colombiano y lleva maquillaje brownface para el papel. |
| El llanero solitario                | 2013 | En este wéstern, el actor blanco Johnny Depp interpreta al comanche Toro. Depp ha afirmado en varias ocasiones que tiene alguna ascendencia comanche. |
| Star Trek en la oscuridad           | 2013 | En esta película de ciencia ficción, el actor blanco Benedict Cumberbatch interpreta al villano Khan Noonien Singh, que es de ascendencia india. En sus anteriores apariciones cinematográficas y en televisión (Star Trek II: la ira de Khan y «Semilla espacial»), el personaje es interpretado por el actor mexicano de origen europeo Ricardo Montalbán. |
| Warm Bodies                         | 2013 | En esta película de comedia, la actriz blanca Analeigh Tipton interpreta a Nora, quien es descrita en el libro del cual está basada la película como mitad etíope. |
| Al filo del mañana                  | 2014 | En esta película de ciencia ficción, el actor blanco Tom Cruise interpreta a William Cage, el equivalente al protagonista japonés de la novela en la que está basada, Keiji Kiriya. Los actores blancos Bill Paxton y Noah Taylor interpretan personajes que en la novela eran un hispano-japonés y un nativo americano, respectivamente. |
| Exodus: Gods and Kings              | 2014 | En esta película épica bíblica, los actores blancos Christian Bale, Joel Edgerton y Aaron Paul interpretan a figuras bíblicas que son del Oriente Medio. El director Ridley Scott dijo acerca del casting: «No puedo montar una película de este presupuesto, donde tengo que confiar en los descuentos fiscales en España, y decir que mi actor principal es Mohammad así y asá de tal y tal. No voy a conseguir financiarlo, así que la pregunta ni siquiera se plantea». |
| Noé                                 | 2014 | La película épica bíblica presenta un reparto totalmente blanco. El actor blanco Russell Crowe interpreta a la figura bíblica Noé. Sin embargo, dos de los personajes son interpretados por actores judíos (Jennifer Connelly y Logan Lerman). |
| Avengers: Age of Ultron             | 2015 | En la película de superhéroes, Elizabeth Olsen y Aaron Taylor-Johnson interpretan, respectivamente, a Bruja Escarlata y Quicksilver, quienes en versiones anteriores del cómic aparecían representados como hijos de estadounidenses blancos, pero luego fueron representados en la mayoría de los cómics como parte de la ascendencia romaní. |
| Aloha                               | 2015 | Esta comedia romántica dramática presenta un elenco integrado en su totalidad de blancos y se establece en el estado de Hawái, cuya población es más de un 70 % no blanca. Una de las actrices, Emma Stone, interpretó al personaje de Allison Ng; del personaje se dice que tiene un padre chino-hawaiano, y una madre de ascendencia sueca. |
| The Martian                         | 2015 | En la película de ciencia ficción, la actriz blanca Mackenzie Davis interpreta a la planificadora de satélite de control de la misión Mindy Park, quien en la novela en la que está basada la película es descrita como de apariencia coreana. |
| Pan                                 | 2015 | En esta película de fantasía, la actriz blanca Rooney Mara interpreta a Tigrilla, un personaje de ascendencia indígena americana. |
| Stonewall                           | 2015 | Esta película sobre los disturbios de Stonewall tiene como protagonista a un hombre blanco ficticio, por lo cual miembros de la comunidad LGBT impugnaron como whitewashing que excluyó la participación clave de mujeres transgénero y lesbianas de color. |
| Dioses de Egipto                    | 2016 | En la película de fantasía, el elenco principal de personajes egipcios es en su mayoría interpretado por actores blancos. |
| Doctor Strange                      | 2016 | En esta película de superhéroes, la actriz blanca Tilda Swinton interpreta al Ancestral, un andrógino de apariencia femenina que en los cómics es un hombre tibetano de Kamar-Taj, un reino ficticio en el Himalaya. |
| La gran muralla                     | 2016 | En esta película ambientada en la dinastía Song del Norte de la antigua China, Matt Damon protagoniza el papel principal de William Garin. El director Zhang Yimou defendió la opción de casting, indicando que Damon no estaba interpretando un papel que fuera concebido originalmente para un actor chino. Dos ejemplos de críticos que ofrecen opiniones divergentes sobre la película: Pavan Shamdasani, de Asia Times, dijo: «Su shtick de 'hombre blanco salva a China' reunió a un amplio espectro de críticos de cine, respetados historiadores y los trolls de piel más fina de Internet, en una efusión de pura indignación contra el flagrante whitewashing de Hollywood». Ann Hornaday, principal crítica de cine para The Washington Post, escribe que «las primeras preocupaciones sobre Damon interpretando a un 'salvador blanco' en la película resultan infundadas: su personaje, un soldado mercenario, es heroico, pero también claramente un contraste para los principios superiores y el valor de sus aliados chinos». |
| Whiskey Tango Foxtrot               | 2016 | En la película de comedia dramática basada en un libro de memorias y ambientado en Afganistán, los actores blancos Christopher Abbott y Alfred Molina interpretan a personajes afganos. Tina Fey, que produjo y protagonizó la película, dijo: «Tenía mucho que decir. Si tu siguiente pregunta es, ¿por qué Chris Abbott no es afgano? Le rogué [a los directores de reparto] 'Chicos, mi preferencia sería un hablante nativo'. Ellos abogaron por su caso de que Chris era su elección». |
| The Beguiled                        | 2017 | La película dramática ambientada en el sur de Estados Unidos durante la Guerra de Secesión fue basada en una novela de 1966 que presenta a la adolescente de raza mixta Edwina y a la esclava criada negra Mattie. En la película, Edwina es reformulada como una maestra blanca (interpretada por Kirsten Dunst), y Mattie es eliminada de la película. |
| Death Note                          | 2017 | La adaptación en inglés del manga japonés traslada la historia a Seattle y renombró al protagonista Light Turner. USA Today informó que la película recibió críticas por whitewashing en el casting de actores blancos cuando actores asiáticoestadounidenses podrían haber sido escogidos. |
| Ghost in the Shell                  | 2017 | Esta adaptación de la franquicia japonesa incluye a varios actores blancos, entre ellos Scarlett Johansson, Pilou Asbæk y Michael Pitt, en los papeles de personajes animados que se consideran japoneses. Pavan Shamdasani, de Asia Times, dijo: «El original es tan asiático como las cosas pueden ser: manga de culto japonés, anime innovador, inspirado en lugares de Hong Kong, la historia basada en la filosofía oriental. La mayoría de lo cual ha sido francamente ignorado con su adaptación a la gran pantalla, y el casting de Scarlett Johansson como la protagonista de pelo oscuro, obviamente originalmente de origen asiático, envió a los cibernautas a la cólera». |
| Aniquilación                        | 2018 | En la película de ciencia ficción, las actrices Natalie Portman y Jennifer Jason Leigh interpretan personajes que en la novela son, respectivamente, de ascendencia asiática y medio nativa americana. Las descripciones físicas de los personajes solo se mencionaron de pasada en la segunda novela, después de Aniquilación. |
| Bullet Train                        | 2022 | En la película de acción basada en la novela japonesa de Kōtarō Isaka, actores como Brad Pitt y Joey King interpretaron a los personajes principales mientras el escenario era Japón. En agosto de 2020, King dijo en Twitter: "No creo que una mujer blanca deba interpretar a un personaje de color. Ni yo ni ninguna mujer blanca". Los pocos personajes japoneses en la película tenían papeles más pequeños. y muchos de los extras eran de ascendencia no japonesa. |

## Ejemplos durante preproducción
Ed Skrein inicialmente firmó para la película Hellboy de 2019 como el comandante Ben Daimio, un personaje asiático en los cómics. Después de que el casting recibiera críticas en las redes sociales, Skrein se retiró de la película y dijo: «La representación de la diversidad étnica es importante, especialmente para mí, ya que tengo una familia de herencia mixta. Es nuestra responsabilidad tomar decisiones morales en tiempos difíciles y dar voz a la inclusión». Según The Hollywood Reporter, «esta es la primera vez que un actor abandona un proyecto de tan alto perfil en respuesta a las críticas públicas» sobre el blanqueamiento cinematográfico. Daniel Dae Kim fue elegido para reemplazar a Skrein.
El director y los productores de The Paper Tigers planearon tener un personaje principal masculino asiático-estadounidense con un elenco principal minoritario para su película de comedia de artes marciales. Sabían que sería difícil encontrar apoyo de estudio para la película debido al blanqueamiento cinematográfico. Cuando se presentó el proyecto a los productores de Hollywood, se les ofrecieron $ 4 millones con la condición de que no habría un personaje principal asiático y sugirieron que Bruce Willis interpretara un personaje principal blanco. También se les pidió que escribieran un papel para Nicolas Cage. El equipo rechazó la oferta y la solicitud. El director, Bao Tran, mencionó que los productores en cuestión generalmente enviaban a sus ejecutivos de nivel medio, que también eran personas de color, para que fueran sus mensajeros en ese tema. El equipo recurrió a Kickstarter y a algunos inversionistas locales para financiar colectivamente su película y mantenerse fieles a su visión.
Lulu Wang, la directora de The Farewell, también enfrentó obstáculos de blanqueamiento cinematográfico con su película sobre una familia sino-estadounidense. Mencionó que hubo muchos encuentros desalentadores con financieros estadounidenses que querían incluir un «personaje blanco destacado en la narrativa y realzar el drama matizado para convertirlo en una comedia más amplia». Más tarde, Wang creó un episodio en This American Life basado en la vida de su familia, que llamó la atención del productor Chris Weitz, quien ayudó a asegurar el financiamiento de la película.
Justin Lin, director de Better Luck Tomorrow, reveló que los inversionistas potenciales, algunos de los cuales eran estadounidenses de origen asiático, le dijeron que agregara un protagonista masculino blanco, interpretado por Macaulay Culkin, si quería una inversión de un millón de dólares para su película, que se basaba en un historia que involucraba personajes asiático-estadounidenses. Lin rechazó la oferta. En cambio, MC Hammer financió la película y Lin estuvo muy agradecido por su generosidad.
Los escritores de Harold & Kumar Go to White Castle, Jon Hurwitz y Hayden Schlossberg, dijeron que estaban «realmente hartos» de ver películas para adolescentes que eran unidimensionales y que tenían personajes que no coincidían con la diversidad de su grupo de amigos. Debido a que los personajes principales eran estadounidenses de origen asiático, tuvieron dificultades para presentar su guion a los estudios. John Cho, quien interpretó al personaje principal Harold Lee, declaró que, para evitar el intento de los estudios de elegir actores blancos, los escritores incluyeron escenas que se relacionaban directamente con las etnias de los personajes. Cho recordó: «Tenía que basarse en eso como un mecanismo de defensa para que no se convirtieran en blancos».
Salma Hayek declaró que fue ignorada para dos grandes papeles de comedia debido a su origen étnico. Si bien los directores pensaron que Hayek era la mejor actriz para esos papeles, creían que los estudios no querrían una protagonista mexicana en ese momento. Los directores dijeron más tarde que se arrepentían de su decisión y que la audición de Hayek fue mejor que a quién habían elegido para las películas. También mencionó que los productores de la película de 1993, La casa de los espíritus, no querían contratar a latinos más allá de roles estereotípicos. Hayek afirmó que se le negó incluso la oportunidad de hacer una audición para la película porque «no estaban contratando latinos para papeles latinos. No estaban contratando latinos, a menos que fuera la criada o la prostituta. Y esa parte no era una criada o una prostituta».
Cuando hizo el casting para Harriet, el productor Gregory Allen Howard dijo que un ejecutivo de un estudio de cine le dijo: «Este guion es fantástico. Hagamos que Julia Roberts haga el papel de Harriet Tubman». Luego continuó diciendo: «Cuando alguien señaló que Roberts no podía ser Harriet, el ejecutivo respondió: 'Fue hace tanto tiempo. Nadie va a notar la diferencia'».